# ハーバート・シュワーツ
ハーバート・ウッドワース・シュワーツ（英語: Herbert Woodworth Schwartz、1857年12月4日 - 1921年10月30日）はメソジストの宣教師である。

## 来歴
イリノイ州ウッドストックに生まれる。ニューヨーク州カナサレガで幼少期を送る。ロチャペル神学校を卒業、コートランド師範学校、シラキウス医科大学を卒業し、1884年外国伝道のために宗教教育を学ぶ傍ら、医療活動に参加する。
1884年10月29日に来日し、1885年9月に県立宮城尋常中学校英語教員として仙台に来日する。仙台で英語研究会や聖書研究会をしながら伝道した。この間、山鹿元次郎が日本語教師として仙台に滞在する。
1886年2月から鈴木義一も定住伝道者として仙台に住む。1886年シュワーツ宅で、メリマン・ハリスから、生江孝之、黒沢良平ら35人が洗礼を受ける。仙台美以教会(現・日本基督教団仙台五橋教会)が設立された。
1886年10月から一年間仙台市で医療活動に従事する。その後、宮城尋常中学校英語教員になる。1888年10月から東京で二年間出版社主幹になる。
仙台に戻り、その後弘前に転任し、1890年より東奥義塾教師になり、1993年より仙台区巡回長老司として、青森、弘前などを巡回する。
1898年健康上の理由でアメリカに帰国する。オレゴン州ポートランドで医療活動に参加する。
1905年に再来日し、松本で二年間伝道をしたのち、1907年に弘前区宣教師になり、4月からは仙台区長をする。
1916年米国聖書会社の社長として横浜にいたときに病になり、アメリカに帰国する。ワシントン州のサナトリウムで死去する。